# Matou (köping i Kina, Shandong)
Matou (kinesiska: 马头镇, 马头) är en köping i Kina. Den ligger i provinsen Shandong, i den östra delen av landet, omkring 250 kilometer sydväst om provinshuvudstaden Jinan.
Genomsnittlig årsnederbörd är 744 millimeter. Den regnigaste månaden är juli, med i genomsnitt 184 mm nederbörd, och den torraste är januari, med 5 mm nederbörd.